# Heliconius vicinus
Heliconius vicinus är en fjärilsart som beskrevs av Ménétriés 1875. Heliconius vicinus ingår i släktet Heliconius och familjen praktfjärilar. Inga underarter finns listade i Catalogue of Life.